# Pfarrei

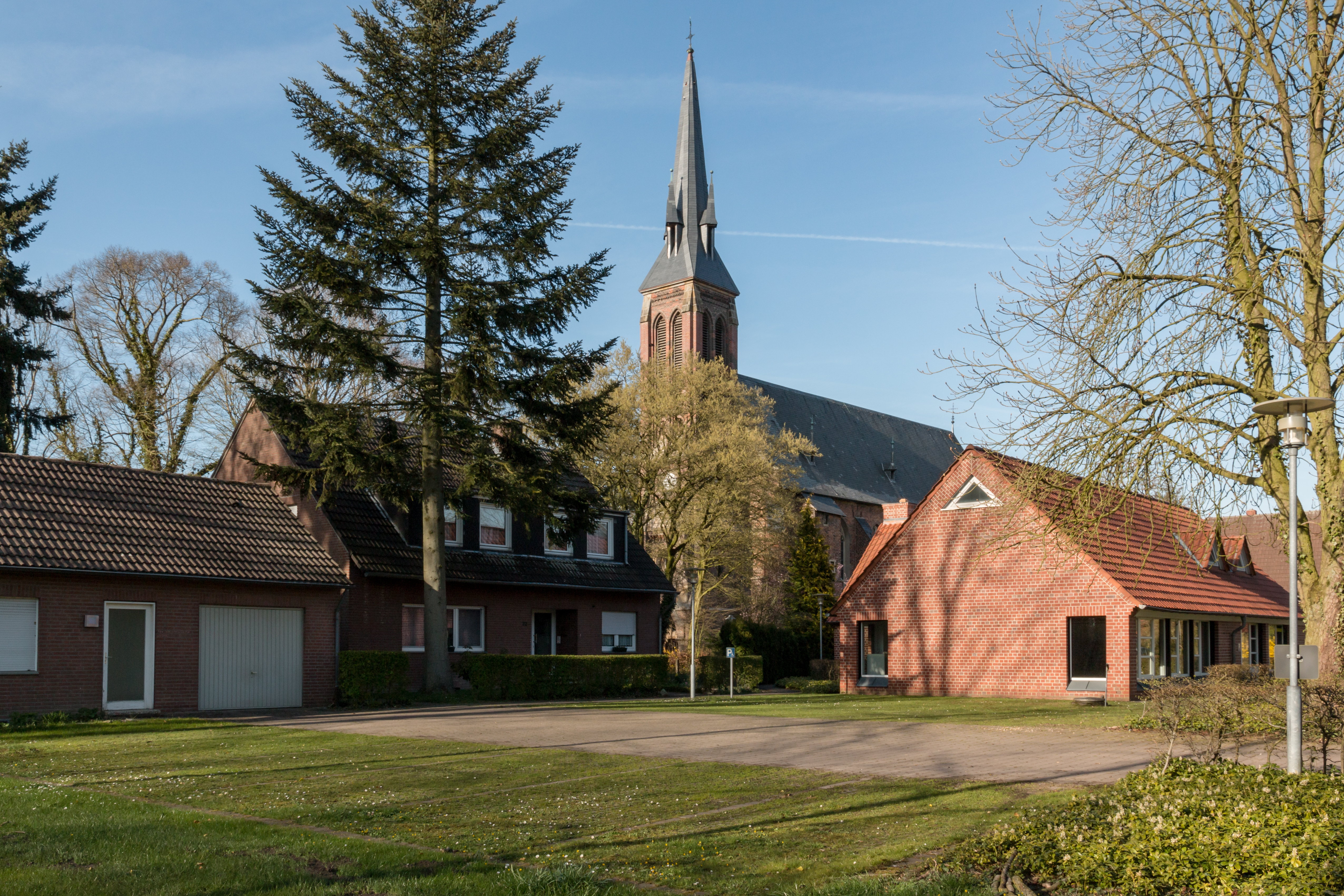
St.-Jakobus-Kirche mit Pfarrheim (Dülmen, Nordrhein-Westfalen)

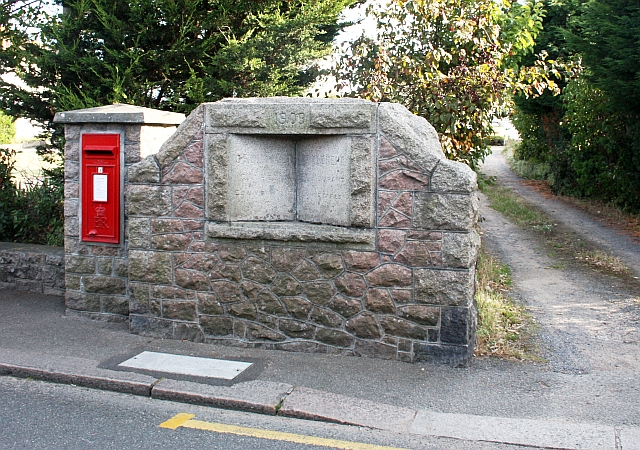
Steinrelief in einer Mauer. Es zeigt die Grenze zwischen zwei Pfarrbezirken an und steht zwischen Grouville und Saint Clement auf Jersey.

Pfarrei bzw. Pfarre (parochia, paroecia, von altgriechisch παροικία paroikía ‚Nachbarschaft‘) ist ein nicht einheitlich verwendeter Begriff vieler christlicher Kirchen. Meist bezeichnet er eine rechtlich und geografisch abgegrenzte Gemeinschaft von Gläubigen mit einem Pfarrer. Die Gemeinschaft der Gläubigen nennt man vorwiegend im katholischen Bereich Pfarrgemeinde, im evangelischen Bereich meist Kirchengemeinde. Pfarrbezirk oder Pfarrsprengel steht dagegen für den Amtsbezirk eines Pfarrers innerhalb einer Kirchengemeinde. Daneben kann auch der Amts- und Wohnsitz  des Pfarrers als Pfarrei (früher auch Pfarrhof) bezeichnet werden. Das dem Pfarrer gestellte Wohnhaus heißt heute in der Regel Pfarrhaus. Es kann auch die Diensträume des Pfarrers, das Pfarramt, beherbergen.

## Wortbedeutung
Für die Herkunft des Wortes παροικία (paroikía) wird zumeist πάρ-οικος pár-oikos angenommen, was wörtlich übersetzt ‚am Haus‘ bedeutet, also die Bedeutung ‚Nachbarschaft‘ hat. Über das spätlateinische paroecia, dann parrochia entstand das althochdeutsche pfarra.
Eine Alternative für die Etymologie von παροικία ist „das Wohnen eines Fremden in einem Orte ohne Bürgerrecht“. In dieser Bedeutung (fremd, Fremde, Fremder) kommt der Begriff mehrfach im Neuen Testament vor (Lk 24,18 , Apg 13,17 , Eph 2,19 , 1 Petr 1,17 , 1 Petr 2,11 , Hebr 11,9 ) und wurde wohl auch in dieser Bedeutung auf die christliche Pfarrei übertragen, denn „die Christen sahen das irdische Leben als Leben in der Fremde an“.

## Abgrenzung zum Begriff Kirchengemeinde
Von der Pfarrei ist die Kirch(en)gemeinde zu unterscheiden. Beide Begriffe unterscheiden sich je nach Konfession.

### Im katholischen Kirchenrecht
Der Begriff der Kirchengemeinde kommt im katholischen Kirchenrecht nicht vor. In Deutschland ging das Allgemeine Preußische Landrecht von evangelischen Begrifflichkeiten aus und betrachtete die Kirchengemeinde wegen deren Funktion bei der Vermögensverwaltung als juristische Person. Dies setzte sich im Staatskirchenrecht durch, so dass der Staat die Gesamtheit der Angehörigen einer Pfarrei als Kirchengemeinde betrachtete, obgleich diese bis 1983 keine Rechtspersönlichkeit im innerkirchlichen Recht besaß; Rechtsträger der Pfarrei war bis 1983 die Kirchenstiftung. Daher kommt der Kirchengemeinde heute in Deutschland eine entscheidende Bedeutung im Staatskirchenrecht zu, wobei sie jedoch von der Pfarrei zu unterscheiden ist. So kann eine Pfarrei durchaus aus zwei Kirchengemeinden bestehen, die dann auch jeweils einen Vermögensverwaltungsrat (Verwaltungsrat, Kirchenverwaltungsrat) haben.
In der Schweiz gibt es in Kantonen mit Landeskirchenmodell ebenfalls einen Dualismus zwischen staatlicher und kirchlicher Struktur, wobei dieser noch wesentlich bedeutender ist, weil die betreffenden Kantone die Anerkennung der Kirche als Religionsgemeinschaft von bestimmten Bedingungen, etwa einer demokratischen Wahl des Pfarrers, abhängig gemacht hat. Die so als Parallelstruktur zu Bistum und Pfarrei existierenden Landeskirchen und Kirchgemeinden erhielten so das Besteuerungsrecht als vom Kanton geliehene Hoheitsgewalt.
In der Pastoraltheologie wird seit dem Zweiten Vatikanischen Konzil Pfarrei überwiegend als einseitig rechtlich-institutionell interpretierter Begriff für eine Seelsorgeeinheit auf der untersten Ebene verstanden, von dem sich der pastorale Leitbegriff Gemeinde als „der im gemeinsamen Glauben wurzelnde, freie Zusammenschluss von Personen“ abhebt, „die sich zum Evangelium Jesu Christi bekennen“. Der Begriff Pfarrei wird durch Gemeinde um den Aspekt des mehr Ereignishaften und den vom Konzil geprägten Gedanken des Volkes Gottes erweitert.

### Im evangelischen Kirchenrecht
Aufgrund der reformationsgeschichtlichen Entwicklung mit den landesherrlichen Kirchenregiments gibt es unter den evangelischen Landeskirchen kein einheitliches Kirchenrecht und in der Folge keine einheitliche und teilweise gar keine Verwendung für die Bezeichnung „Pfarrei“.
So taucht der Begriff in der Grundordnung der EKKW nur noch als Wortbestandteil beim Pfarreivermögen (als Bestandteil einer ortskirchlichen Stiftung) auf. Stattdessen hat sich  für die unterste Gliederungsebene der verfassten Gemeinschaft von Gläubigen mit Leitungsgremium bei den meisten Landeskirchen der im früheren preußischen Staatskirchenrecht verankerte Begriff Kirchengemeinde durchgesetzt. Hat ein Pfarrer mit einem Pfarramt jedoch mehrere Gemeinden zu betreuen, so kann die etwa in Bayern so bezeichnete Pfarrei auch mehrere Kirchengemeinden umfassen. In der EKKW spricht man in diesem Fall allerdings von einem Kirchspiel aus mehreren Gemeinden mit lediglich einem gemeinsamen Pfarramt.

## Historische Entwicklung

### Entstehung
Das frühe Christentum war eine Stadtreligion. In jeder Stadt mit christlicher Gemeinde leitete der Bischof, unterstützt von seinen Klerikern, die Seelsorge. Die Bischofskirche stellte dabei auch gleichzeitig den Mittelpunkt des christlichen Lebens dar. Ab dem 2. Jahrhundert dehnte sich das Christentum jedoch mehr und mehr auch auf ländliche Gebiete aus, beziehungsweise dehnte es sich in Gebiete aus, die kaum Städte aufwiesen. Im Osten wurde die Seelsorge dort zunächst von so genannten Chorbischöfen übernommen. Alsbald jedoch traten vom Bischof der nächstliegenden Stadt ernannte Kleriker an deren Stelle. Im Westen wurden mit der zunehmenden Christianisierung Seelsorgebereiche eingerichtet, die durch vom Bischof entsandte Kleriker geleitet wurden. Diese Kleriker besaßen anfangs nur delegierte Kompetenzen, z. B. für Taufe und Eucharistie.

### Spätere Ausgestaltung
Ab dem 6. Jahrhundert wurden diese Seelsorgsbezirke als „parochia“ bzw. „paroecia“ bezeichnet (siehe auch Urpfarrei). Die Pfarrstruktur wurde prägend für die Organisation der Seelsorge und damit für das Leben der Gläubigen. Die Entwicklung der Pfarrstruktur wiederum wurde durch das Eigenkirchenwesen, Stiftswesen und Klöster bestimmt. Schließlich entwickelte sich ein flächendeckendes System von Pfarreien, das immer dichter wurde. Für die Errichtung neuer Pfarreien entwickelten sich zwei Bedingungen: Zunächst musste der Unterhalt des Pfarrers sichergestellt sein. Dies geschah durch Pfründen (Benefizien), deren Erträge dem Pfarrer zugutekamen. Die zweite Bedingung war die Ausstattung der Pfarrei selbst mit hinreichenden Finanzmitteln, insbesondere für den Erhalt der Pfarrkirche. Hierfür wurde jeweils eine Kirchenstiftung („fabrica ecclesiae“) eingerichtet. Durch den Pfarrzwang waren die Gläubigen gehalten, die Sakramente in ihrer eigenen Pfarrei zu empfangen.
Nach einem Dekret Papst Alexanders III. (1159–1181) konnten für Gläubige in entfernteren Gebieten Filialkirchen oder Vikariate eingerichtet werden.

### Entwicklung nach dem Konzil von Trient
Das Konzil von Trient (1545–1563) bestimmte, dass es kein pfarrloses Kirchenvolk mehr geben dürfte. Jeder Gläubige musste einer Pfarrei zugeordnet sein. Die Territorialpfarrei, also die Zusammenfassung der auf einem Gebiet zusammenlebenden Gläubigen, wurde dabei zum Regelfall. Daneben bestehen aber bis heute auch Personalpfarreien, jedoch in wesentlich geringerer Zahl. Zudem regelte das Konzil die Aufgaben, Rechte und Pflichten des Pfarrers neu, insbesondere was die Predigt, die Eheassistenz und die Applikationspflicht an Sonn- und gebotenen Feiertagen anging. Zudem wurden die Pfarrer ausdrücklich zur Residenz in ihrer Pfarrei und zur Führung von Kirchenbüchern (Taufbücher, Ehebücher) verpflichtet.
Obwohl nach dem Augsburger Religionsfrieden nicht mehr an die Konzilsentscheidungen gebunden, entwickelte sich die Bedeutung der Pfarrei und die Rolle des Pfarrers mit Pfarrzwang in den evangelischen Bereichen sehr ähnlich.
Die Pfarrei oder Kirchengemeinde stellt bis heute den zentralen Raum für das christliche und gemeindliche Leben des Kirchenvolks dar. Im neueren Kirchenrecht (s. u.) besteht jedoch kein Pfarrzwang mehr, so dass Gläubige heute freier über den Ort von Taufe, Eheschließung und Beerdigung entscheiden können. Die höhere Mobilität ermöglicht zudem das gezielte Aufsuchen besonderer Angebote anderer Pfarreien.

## Kirchenrechtlicher Status in der römisch-katholischen Kirche
Nach dem heutigen kanonischen Recht ist die Pfarrei „eine bestimmte Gemeinschaft von Gläubigen, die in einer Teilkirche auf Dauer errichtet ist und deren Seelsorge unter der Autorität des Diözesanbischofs einem Pfarrer als ihrem eigenen Hirten anvertraut wird“ (can 515 § 1 CIC). Jede Diözese muss in Pfarreien aufgeteilt sein (can 374 § 1 CIC). Ihre Errichtung, Aufhebung und Veränderung ist allein Sache des Diözesanbischofs, der jedoch den Priesterrat zu hören hat (can 515 § 2 CIC). Die Pfarrei besitzt von Rechts wegen Rechtspersönlichkeit (can 515 § 3 CIC).
Der Pfarrer als „eigener Hirte“ der Gemeinde (pastor proprius, can 515 § 1), auch kanonischer Pfarrer genannt, muss die Priesterweihe empfangen haben (can 521 § 1 CIC). Die Möglichkeit, eine Pfarrei einem Kanonikerkapitel (etwa einem Domkapitel) oder einer Ordensgemeinschaft zu inkorporieren, besteht nach dem Kirchenrecht von 1983 nicht mehr (can 520 § 1 CIC). Wenn einem Kanonikerkapitel oder einer Ordensgemeinschaft die Pfarrseelsorge übertragen war oder übertragen werden soll, so muss eines der Mitglieder zum ordentlichen Pfarrer bestellt werden.

### Arten von Pfarreien
1. Eine Territorialpfarrei ist nach kanonischem Recht in der römisch-katholischen Kirche eine räumlich abgegrenzte Seelsorgeeinheit unter der Leitung eines Pfarrers. Sie ist der häufigste Typ von Pfarrei, und ihr gehören alle Katholiken in einem bestimmten Territorium an.
2. Die Personalpfarrei (in Österreich Personalpfarre) als besondere Organisationsform der Pfarrei hat kein eigenes Gebiet. Die Zugehörigkeit der Katholiken zu Personalpfarreien ist nicht vom Wohnsitz abhängig, vielmehr werden ihnen bestimmte Gruppen von Gläubigen zugewiesen, die sich durch Ritus oder Sprache, seltener auch durch Nationalität oder soziale Herkunft von der übrigen katholischen Bevölkerung einer Region unterscheiden.
3. Eine Quasipfarrei (auch Pfarrkuratie, Pfarrvikarie, Rektoratspfarrei oder Lokalie) ist eine bestimmte Gemeinschaft von Gläubigen, die „wegen besonderer Umstände noch nicht als Pfarrei errichtet ist“ (516, § 1  CIC), beispielsweise in Neubaugebieten.
4. Als Expositur wird im katholischen Kirchenwesen ein Seelsorgebezirk ohne eigene Vermögensverwaltung bezeichnet, der von einer Mutterpfarrei abhängig ist und von einem Pfarrvikar geleitet wird.
5. Mit  Missio cum cura animarum (dt. Mission mit Seelsorge) wird zumeist eine bestimmte Organisationsform von Gemeinden bezeichnet, die nicht den Status einer Pfarrei haben und sich an Sprachminderheiten oder die Katholiken in Diasporagebieten richten.

### Pfarrverband
Ein Pfarrverband (auch Seelsorgeeinheit, Seelsorgebereich, Seelsorgebezirk, Kooperationseinheit, Pastoralverbund, Pfarreiengemeinschaft oder Pastoraler Raum) ist ein Zusammenschluss mehrerer katholischer Pfarreien, die mit einem gemeinsamen Seelsorgeteam unter Leitung eines gemeinsamen Pfarrers in einer Region kooperieren, ohne dass sie juristisch und vermögensrechtlich zu einer Pfarrei fusionieren. Die Bildung von Pfarrverbänden wird wegen der sich verringernden Zahl von Priestern und praktizierenden Gläubigen als notwendig angesehen und von den einzelnen Diözesen unterschiedlich gehandhabt und auch unterschiedlich benannt.